# Substitução nucleofílica acílica
A substituição nucleofílica acílica consiste em uma reação de substituição nucleofílica sobre a posição carbonílica de um composto acílico por parte de um nucleófilo. Os compostos acílicos são derivados de ácidos carboxílicos, o que incluem ésteres, amidas, anidridos carboxílicos e haletos de acilo. Os nucleófilos, nesta reação, incluem, por exemplo, reativos aniônicos como alcóxidos e enolatos ou bases como as aminas.